# Echague
Echague è una municipalità di prima classe delle Filippine, situata nella Provincia di Isabela, nella Regione della Valle di Cagayan.
Echague è formata da 64 barangay:
- Angoluan
- Annafunan
- Arabiat
- Aromin
- Babaran
- Bacradal
- Benguet
- Buneg
- Busilelao
- Cabugao (Pob.)
- Caniguing
- Carulay
- Castillo
- Dammang East
- Dammang West
- Diasan
- Dicaraoyan
- Dugayong
- Fugu
- Garit Norte
- Garit Sur
- Gucab

- Gumbauan
- Ipil
- Libertad
- Mabbayad
- Mabuhay
- Madadamian
- Magleticia
- Malibago
- Maligaya
- Malitao
- Narra
- Nilumisu
- Pag-asa
- Pangal Norte
- Pangal Sur
- Rumang-ay
- Salay
- Salvacion
- San Antonio Minit
- San Antonio Ugad
- San Carlos

- San Fabian
- San Felipe
- San Juan
- San Manuel
- San Miguel
- San Salvador
- Santa Ana
- Santa Cruz
- Santa Maria
- Santa Monica
- Santo Domingo
- Silauan Norte (Pob.)
- Silauan Sur (Pob.)
- Sinabbaran
- Soyung
- Taggappan
- Tuguegarao
- Villa Campo
- Villa Fermin
- Villa Rey
- Villa Victoria